# Асторія (Квінз)
40°45′53″ пн. ш. 73°55′26″ зх. д. / 40.764587° пн. ш. 73.92382° зх. д.
Асторія (англ. Astoria) — район на північному заході боро Квінза, Нью-Йорк. На півночі Асторія обмежена районом Дітмарс, на заході — районом Вудсайд, на півдні — районами Саннісайд і Хантерс-Пойнт. На заході омивається водами протоки Іст-Рівер. Асторія входить до складу району Лонг-Айленд-Сіті.
Асторія з'єднується з Манхеттеном мостом Квінсборо та з Бронксом мостом Хелл-Гейт.

## Історія
У середині XVII століття губернатор Стейвесант подарував Вільяму Галлету 60 га землі, де нині розташована Асторія, ця територія дістала назву Галлет-Коув. У володінні сім'ї Галлет вона залишалася аж до XIX століття.